# Fredrik Lindahl (politiker)
Karl Fredrik Stefan Lindahl, född 22 maj 1987 i Täby församling, Stockholms län, är en svensk politiker (sverigedemokrat). Han är ordinarie riksdagsledamot sedan 2018, invald för Stockholms läns valkrets.

## Politisk karriär
Lindahl har varit aktiv i Sverigedemokraterna sedan åtminstone 2010. Han är distriktsordförande för Sverigedemokraterna i Stockholms län sedan 2018 och har varit invald i Sverigedemokraternas partistyrelse sedan 2019. Han är också biträdande partisekreterare. 
I riksdagen är Lindahl ledamot i konstitutionsutskottet sedan 2018, riksdagens råd för Riksrevisionen sedan 2022 och Valprövningsnämnden sedan 2023. Han är även suppleant i riksdagens valberedning samt har varit suppleant i bland annat justitieutskottet och riksdagens råd för Riksrevisionen.

### Politiska ställningstaganden
Lindahl har angett Jimmie Åkesson som sin politiska förebild. Han har uppgett sina viktigaste politiska frågor vara sänkt bensinskatt och ny kärnkraft.
Han uppger sig stå något till höger politiskt.